# Comuna Orihove, Sakî
Orihove (în ucraineană Оріхове) este o comună în raionul Sakî, Republica Autonomă Crimeea, Ucraina, formată din satele Cervone, Ciobotarka, Mîhailivka și Orihove (reședința).

## Demografie
Componența lingvistică a comunei Orihove
     Rusă (65,72%)
     Ucraineană (18,75%)
     Tătară crimeeană (13,23%)
     Alte limbi (0,66%)
Conform recensământului din 2001, majoritatea populației comunei Orihove era vorbitoare de rusă (65,72%), existând în minoritate și vorbitori de ucraineană (18,75%) și tătară crimeeană (13,23%).